# Ezechiele Ramin
Ezechiele Ramin (Pàdua, Itàlia, 9 de febrer de 1953 - Ji-Paranà, Rondònia, Brasil, 24 de juliol de 1985), conegut familiarment com a "Lele" a Itàlia i "Ezequiel" al Brasil, va ser un missioner combonia italià i artista que va ser descrit com un màrtir de la caritat pel papa Joan Pau II després del seu assassinat al Brasil mentre defensava els drets dels agricultors i els nadius de Suruí de la zona de Rondònia contra els propietaris locals.